# Йохан Каспар Лафатер
Йохан Каспар Лафатер (на немски: Johann Kaspar Lavater, [ˈlɒːv̥ɒtər]) е швейцарски писател и духовник.
Роден е на 15 ноември 1741 година в Цюрих. Завършва гимназията в родния си град, след което става калвинистки пастор и постепенно си създава известност в цяла Германия като религиозен оратор и богослов. Става автор на поетични и философски книги, но е най-известен като изследовател и популяризатор на физиогномиката, псевдонаучен метод за разпознаване на човешкия характер въз основа на външността.
Йохан Каспар Лафатер умира на 2 януари 1801 година в Цюрих след продължително боледуване, причинено от нанесена му от френски войник рана.